# Chanfloden
Se även Chanfloden (Henan)
Chanfloden eller Chan He ((浐河; Chǎn Hé)) är ett vattendrag i Kina.  Det ligger i provinsen Shaanxi, i den centrala delen av landet, 900 km sydväst om huvudstaden Peking. Chanfloden är en biflod till Bafloden och de flyter samman i östra Xi'an. Den arkeologiska utgrävningsplatsen Banpo från Yangshaokulturen ligger på Chanflodens östra strand.
Inlandsklimat råder i trakten.